# Springfield (Luizjana)
Springfield – miasto w Stanach Zjednoczonych, w stanie Luizjana, w parafii Livingston.